# Jans der Enikel
Jans der Enikel ("Jans de Kleinzoon") was een Oostenrijks chroniqueur in de late 13e eeuw, en schreef een belangrijke wereldkroniek, Die Weltchronik, en de eerste geschiedenis van de stad Wenen, Das Fürstenbuch.
De biografie van Jans is goed onderbouwd, vooral in de jaren 1271-1302. Hij was lid van een van de vooraanstaande patriciërgezinnen van de stad.
Een mogelijke Nederlandse samenhang is interessant: de naam Jans is in Oostenrijk in de 13e eeuw helemaal niet gewoon. Philipp Strauch, de uitgever van zijn werken, heeft gesuggereerd dat de familie misschien uit Nederland stamde. Zeker is dat ten minste één motief uit de Weltchronik voor het eind van de 13e eeuw in Nederland bekend was: zijn verhaal van de geit van Noach verschijnt als marge-illustratie in een handschrift van Jacob van Maerlant.
- Bibsys: 90614634
- Bibliothèque nationale de France: cb133256905 (data)
- Gemeinsame Normdatei: 118711776
- International Standard Name Identifier: 0000 0000 8089 2272
- Library of Congress Control Number: n89623482
- Nationale Bibliotheek van Tsjechië: ola2015869084
- Nationale en Universitaire bibliotheek Zagreb: 000135433
- Nederlandse Thesaurus van Auteursnamen: 06783213X
- Réseau des bibliothèques de Suisse occidentale: 02-A000057424
- Système universitaire de documentation: 035628553
- Virtual International Authority File: 9992038
- WorldCat: E39PBJtMmGt7T3qmfq4XQwGCQq